# Kent Newbury
Kent Alan Newbury (Chicago, 25 november 1925) is een Amerikaans componist, dirigent en muziekcriticus.

## Levensloop
Newbury ging na zijn schooltijd in het Amerikaans leger voor de Tweede Wereldoorlog. Na de oorlog studeerde hij aan de Indiana University in Bloomington waar hij zowel zijn Bachelor of Music alsook zijn Master of Music in muziektheorie behaalde. Verdere studies voor compositie deed hij bij Leo Sowerby aan het American Conservatory of Music in Halmmond.
Newbury was muziekleraar en docent in de regio van Chicago alsook in Arizona. Hij was opleider zowel op basis- alsook op universitair of conservatoriumniveau. Als koordirigent werkte hij met jeugdkoren, kerkkoren en professionele koren zowel in Chicago als in Phoenix. Op dit gebied was hij eveneens een veelgevraagd jurylid. Newbury is lid van de American Society of Composers, Authors and Publishers (ASCAP) alsook van de componisten-broederschappen "Phi Mu Alpha Sinfornia" en "Sigma Phi Epsilon".
Als muziekcriticus was hij verbonden aan het ACDA Choral Journal.
De componist Newbury schreef tot nu (2011) meer dan 250 gepubliceerde koorwerken alsook werken voor harmonieorkest en orkest. Zijn sacrale werken schreef hij zowel voor unisono koor alsook voor zes- tot achtstemmige koren. Verschillende van zijn composities werden op cd opgenomen.

## Composities (Uittreksel)

### Werken voor harmonieorkest
- Declamations for Brass, voor groot koperensemble
- Painting in Parallels, voor harmonieorkest

### Missen en andere kerkmuziek
- 1955 Psalm 150, voor gemengd koor
- 1960 Jesus and the woolly sheep, voor gemengd koor - tekst: John Woods
- 1966 O come let us sing unto the Lord, voor driestemmig koor en piano - tekst: Psalm 95:1-3
- 1970 Wisdom and Understanding, voor vrouwen- of kinderkoor - tekst: Job 28: 20-21, 23-28
- 1973 Shout Hossana to our King, voor gemengd koor
- 1975 Christ, The Lord, Is Ris'n Again, voor gemengd koor
- 1975 On Christmas Day, voor twee- tot vierstemmig koor - tekst: Dora Greenwell
- 1978 For Your light has come, voor gemengd koor - tekst: Jesaja 60:1-3
- 1978 Rejoice in the Lord, O you righteous, voor gemengd koor - tekst: Psalm 96:3, 4a, 10, 11a, Psalm 97:1, 12
- 1979 Blessed are those who seek Him, voor gemengd koor - tekst: Psalm 119:1-5
- 1979 Hallelujah, voor gemengd koor
- 1979 Sing aloud, voor gemengd koor - tekst: Psalm 81:1-3
- 1979 Sing Praises, Sing Praises, voor driestemmig vrouwenkoor - tekst: Psalm 30:4, 5
- 1980 All hail the power of Jesus' name, voor gemengd koor - tekst:  Edward Perronet en John Rippon
- 1980 The Day of resurrection, voor gemengd koor en trompet - tekst: Johannes Damascenus, vertaald: John Mason Neale
- 1981 For God so loved the world, voor gemengd koor en piano - tekst: Johannes 3:16, 17
- 1982 A Little child, voor gemengd koor
- 1985 All singing glory! glory!, voor gemengd koor - tekst: Christina Rossetti
- 1986 Noel! noel! Jesus is born!, voor gemengd koor - tekst: van de componist
- 1988 Gloria, glory, gloria, voor gemengd koor, piano, koperblazers en pauken
- 1989 Great is the Lord, voor gemengd koor
- 1989 Sing for joy, voor vijfstemmig gemengd koor - tekst: Jesaja 12:6, Rev. 15:3-4
- 2001 Sing aloud and shot for joy, voor zesstemmig gemengd koor (SSATBB) - tekst: Psalm 81:1-3
- 2004 I Will Sing Alleluia!, voor gemengd koor - tekst: Psalm 104
- 2010 Christ is Born! Sing Noel!, fanfare voor gemengd koor, orgel, koperblazers en pauken
- Behold, I Stand at the Door, voor gemengd koor
- Behold Your God Will Come, voor gemengd koor
- Blessed are those who believe, voor gemengd koor
- Blessed is the Man, voor gemengd koor
- Break Forth Into Joy, voor gemengd koor
- Christ is made the sure Foundation, voor gemengd koor
- Christmas Chorales and Motets, voor gemengd koor en piano
- Exultingly Sing, Messiah is King!, voor gemengd koor - tekst: William Muhlenberg
- For We Have Seen His Star, voor gemengd koor
- Gloria, voor gemengd koor
- Hear O Lord, voor gemengd koor
- Hosanna, voor gemengd koor en piano
- Jacob's Ladder, voor gemengd koor
- Keep this Prayer, voor gemengd koor
- Praise The Lord, voor gemengd koor
- Responses for Church Services, voor gemengd koor
  1. Lenten Introit
  2. Two Fold Amen
  3. General Introit
  4. Prayer Response
  5. Benediction Amen
  6. Benediction
  7. Advent Introit
  8. Three Fold Amen
  9. Christmas Introit
- Rejoice in the Lord, voor gemengd koor - tekst: Psalm 33:1-3
- Sing to the Lord a New Song, voor gemengd koor en orgel
- Strength and Beauty are in Thy Name, voor gemengd koor

### Vocale muziek

#### Werken voor koor
- 1969 For You Shall Go Out In Joy, voor gemengd koor en piano
- 1975 Come, let us tune our loftiest song, voor gemengd koor - tekst: Robert A. West
- 1975 Travelin' man, voor gemengd koor en piano - tekst: Lloyd A. Whitehead
- 1978 Shenandoah, voor mannenkoor en piano[1]
- 1978 The Strife is o'er, voor gemengd koor en trompet - tekst: anoniem (vertaling: Francis Pott)
- 1979 Silent stars, voor driestemmig vrouwenkoor en piano - tekst: Lloyd A. Whitehead
- 1989 Hope, voor gemengd koor
- 1989 I've got peace like a river, voor driestemmig gemengd koor en piano
- 1995 An Evening Scene, voor gemengd koor - tekst: David N. Davenport
- The Sepulchre of Famous Men, voor gemengd koor en orkest
- Three Seasons, voor knapenkoor 
  1. Summer Wind
  2. November Night
  3. Spring Fantasy

## Media
1. ↑  Shenandoah door Ivan Linford (Piano) en "Peterborough Male Voice Choir" o.l.v. William Prideaux